# Canthon octodentatus
Canthon octodentatus là một loài bọ cánh cứng trong họ Bọ hung (Scarabaeidae).